# Sulfid molybdeničitý
Sulfid molybdeničitý je anorganická sloučenina se vzorcem MoS2. Tato šedočerná pevná látka se vyskytuje v přírodě jako minerál molybdenit, jenž je hlavní rudou molybdenu. Je poměrně málo reaktivní, nereaguje se zředěnými kyselinami ani s kyslíkem. Vzhledem se podobá grafitu.
Sulfid molybdeničitý má díky nízkému tření využití jako suché mazivo. MoS2 se vyznačuje diamagnetičností. Jeho monovrstva je dokonalým zrcadlem, odráží 100 % dopadajících fotonů.

## Výroba

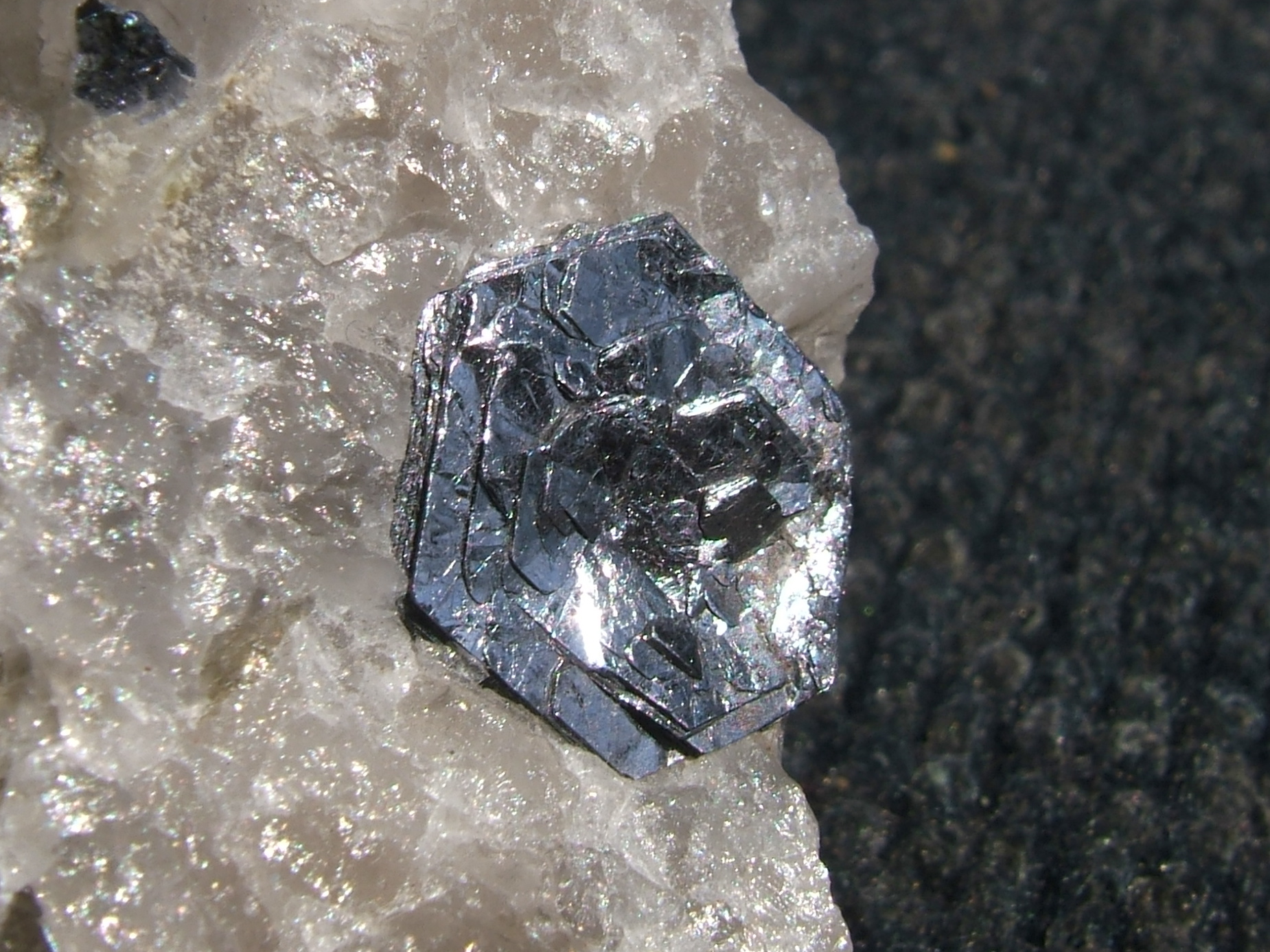
Molybdenit

MoS2 se přirozeně vyskytuje v molybdenitu a jordisitu.
Molybdenit se zpracovává flotací na poměrně čistý MoS2; hlavní nečistotou je uhlík. MoS2 je také možné získat zahříváním sulfanu nebo síry téměř se všemi sloučeninami molybdenu, případně podvojnou záměnou z chloridu molybdeničného.

## Struktura a fyzikální vlastnosti

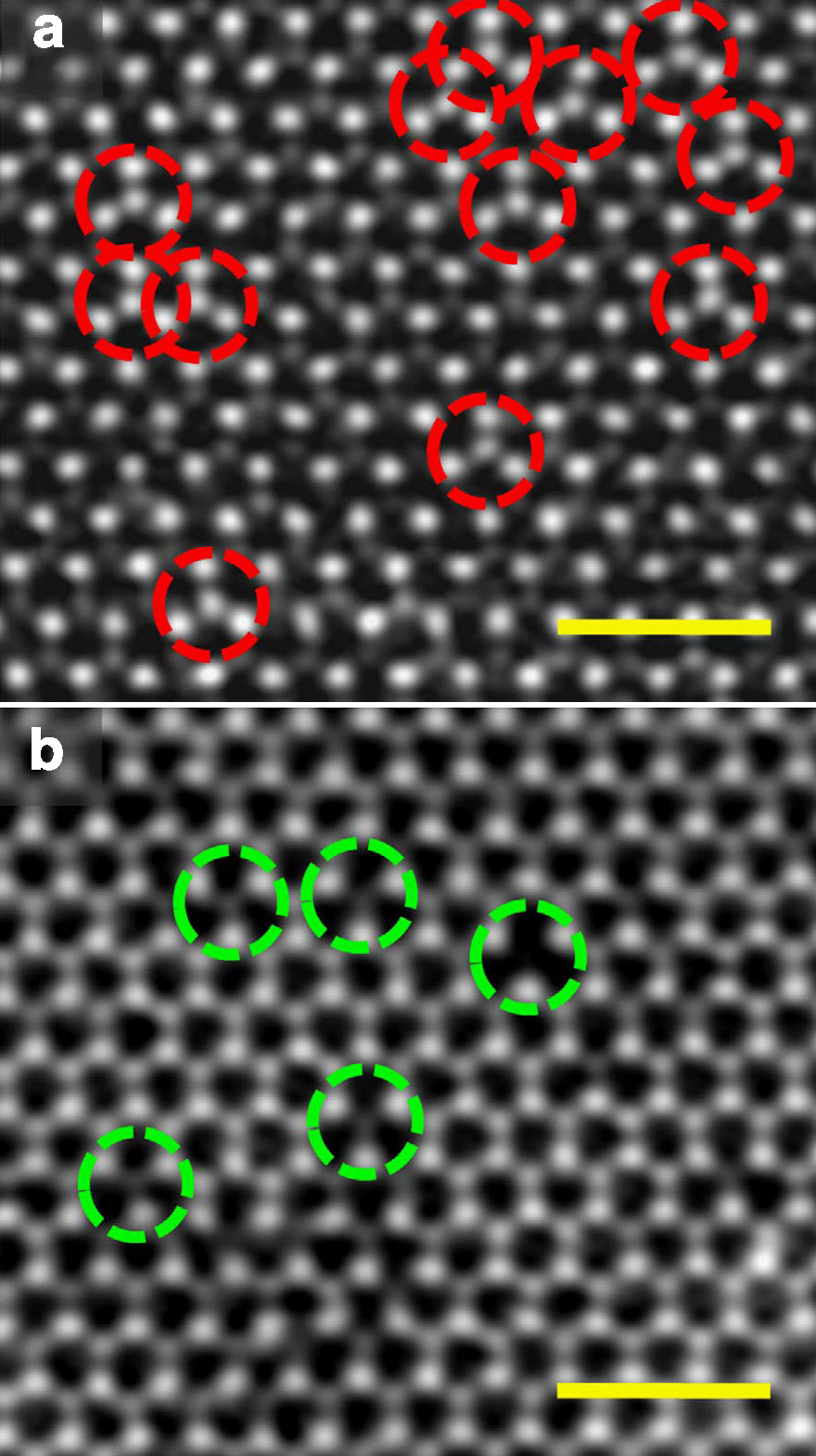
Struktura MoS_{2} získaná elektronovým mikroskopem (a – Mo nahrazuje S, b – chybí atomy S) monovrstvy sulfidu molybdeničitého. Měřítko odpovídá 1 nm.

### Krystalové fáze
Všechny formy MoS2 mají vrstevnatou strukturu, ve které je rovina tvořená atomy molybdenu zachycena mezi roviny sulfidových iontů. Tyto tři složky vytvářejí monovrstvu MoS2. Celková struktura obsahuje monovrstvy spojené van der Waalsovými silami.
Krystalický MoS2 je jediným známým přírodním dichalkogenidem přechodného kovu tvořícím monovrstvy. Vyskytuje se ve dvou fázích, 2H-MoS2 a 3R-MoS2, kde první má hexagonální a druhá romboedrickou symetrii. V obou strukturách vytváří jednotlivé atomy molybdenu centra koordinační sféry ve tvaru trojbokých hranolů a jsou kovalentně vázány na šest sulfidových iontů. Každý atom síry má pyramidální koordinaci a váže se na tři atomy molybdenu. Polovodivé vlastnosti mají obě struktury, 2H- i 3R.
Je známa i třetí, metastabilní, fáze, označovaná 1T-MoS2, získaná zachycováním alkalických kovů do struktury 2H-MoS2.
Tato forma má tetragonální symetrii a je kovová. Lze ji stabilizovat donory elektronů, jako je například rhenium, nebo přeměnit zpět na 2H mikrovlnným zářením.

### Alotropy
Jsou popsány formy MoS2 připomínající strukturou uhlíkové nanotrubice a buckminsterfulleren.

### Exfoliované vločky MoS2
Optoelektronické vlastnosti MoS2 byly zkoumány s ohledem na využití v dvourozměrných zařízeních založených na MoS2. 2D MoS2 lze vytvoří exfoliací krystalů za tvorby jedno- až několikavrstevnatých vloček suchým, mikromechanickým procesem, nebo zpracováním roztoku.
Mikromechanická exfoliace spočívá v použití přilnavého materiálu, který oddělí rozvrstvený krystal překonáním van der Waalsových sil. Krystalické vločky lze poté přesunout z přilnavé vrstvy na substrát. Tento postup poprvé použili Konstantin Novoselov a Andre Geim k přípravě grafenu z krystalů grafitu. Nelze jej použít u 1D vrstev, které mají horší přilnavost MoS2 k substrátu (Si, sklu nebo křemenu). Uvedený postup je vhodný jen u grafenu.
Nejčastěji se používá lepicí páska, ovšem podobně fungují i vrstvy polydimethylsiloxanu, které také dobře zachycují MoS2, pokud vločky nemají být znečištěny zbytky použitého lepidla.
Exfoliace z kapalné fáze může také sloužit k tvorbě monovrstevnatého či vícevrstevnatého MoS2 v roztoku. Postupy, kterými je možné toto provést, patří interkalace lithia, delaminace vrstev a sonikace v rozpouštědle s vysokým povrchovým napětím.

### Mechanické vlastnosti
MoS2 je v důsledku své vrstevnaté struktury a nízkému koeficientu tření velmi dobrým mazivem. Byla vydána řada prací popisujících koeficient smykového tření u MoS2 v různých atmosférách. Odolnost MoS2 vůči oděru se s koeficientem tření zvyšuje. Za běžných podmínek činí tento koeficient 0,150, s odolností vůči otěru odhadovanou na přibližně 56 MPa; přímými měřeními byly zjištěny hodnoty kolem 25,3 MPa.
Tyto vlastnosti se dají vylepšit přidáním chromu do MoS2. Experimenty s nanosloupci MoS2 obohaceného chromem se zjistilo, že mez kluzu se zvýšila z 821 MPa u čistého MoS2 na 1017 MPa u MoS2 s 50 % Cr.
Tento nárůst souvisí se změnou způsobu selhání materiálu; zatímco nanosloupce z čistého MoS2 selhávají plastickým ohnutím, tak při dodávání Cr se zvyšuje podíl křehkého lámání.
U sulfidu molybdeničitého byla zkoumána mikromechanická exfoliace, čímž měl být lépe popsán mechanismus delaminace z několikavrstvého materiálu na mnohovrstvý. Přesný mechanismus závisí na počtu vrstev: vločky s méně než 5 vrstvami se homogenně ohýbají, zatímco kolem 10 vrstev dochází k delaminaci posouváním vrstev po sobě. Vločky s více než 20 vrstvami se do sebe zamotávají. Štěpení těchto vloček je také vratné, což způsobuje povaha van der Waalsových sil.
MoS2 se zkoumá z hlediska využití elasticity této látky v elektronice. Byl proveden průzkum mikromechanicky exfoliovaných vloček MoS2 na nanoskopické úrovní pomocí mikroskopie atomárních sil MoS2.
Mez kluzu monovrstev činila 270 GPa, v případě silnějších vloček činila hodnota 330 GPa. Simulacemi molekulové dynamiky bylo zjištěno, že mez kluzu v rovině je 229 GPa, což v rámci chyby měření odpovídá experimentálním výsledkům.
Popsány byly i mechanismy selhávání suspendovaných monovrstev; napnutí při selhání se pohybovalo mezi 6 a 11 %. Průměrná mez kluzu monovrstev MoS2 je 23 GPa, což je blízko teoretickým hodnotám pro sulfid molybdeničitý neobsahující poruchy.
Struktura pásů MoS2 je citlivá na napětí.

## Reakce
Sulfid molybdeničitý je na vzduchu stálý a reaguje pouze se silnými činidly. S kyslíkem po zahřátí vytváří oxid molybdenový:
2 MoS2 + 7 O2 → 2 MoO3 + 4 SO2
Chlor se sulfidem molybdeničitým za zvýšených teplot vytváří chlorid molybdeničný:
2 MoS2 + 7 Cl2 → 2 MoCl8 + 2 S2Cl2

### Interkalační reakce
Sulfid molybdeničitý může vytvářet interkalační sloučeniny; tato vlastnost je důležitá při jeho používání jako materiálu katod.
Jako příklad lze uvést lithiovanou podobu, LixMoS2. Je-li na jeho přípravu použito butyllithium, vzorec produktu je LiMoS2.

## Použití

### Mazivo

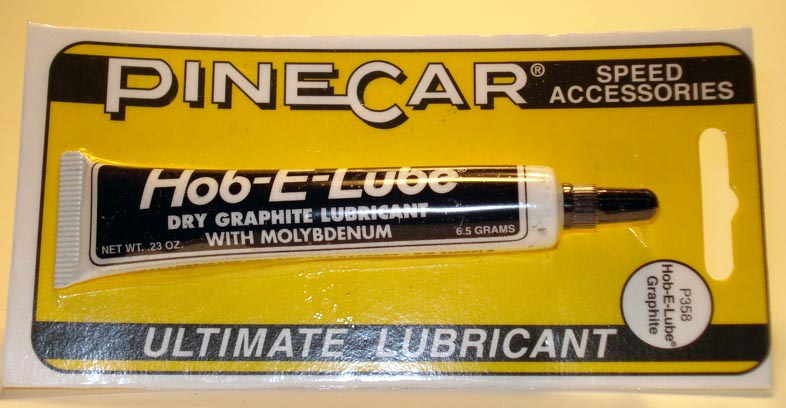
Vzorek maziva v podobě grafitového prášku s příměsí sulfitu molybdeničitého

Vzhledem ke slabým van der Waalsovým interakcím mezi vrstvami atomů síry má MoS2 nízký koeficient tření. Částice této látky, o velikosti 1–100 µm, se používají jako suché mazivo. Jen málo jiných maziv je podobně výkonných a zároveň vykazuje stálost za teplot až 350 °C v oxidačních prostředích. Při měřeních tření sulfidu molybdeničitého při nízkých silách (0,1–2 N) byly zjištěny hodnoty koeficientu smykového tření pod 0,1.
MoS2 se často přidává do směsí, které mají zajišťovat nízké tření; například do grafitu. Používá se jako složka řady olejů a plastických maziv, protože zachovává mazací schopnost i při téměř úplné ztrátě oleje, což jej činí vhodným například do leteckých motorů. S plasty vytváří sulfid molybdeničitý kompozity s lepší odolností a menším třením. MoS2 se přidává například do nylonu a polytetrafluorethylenu. Samomazací kompozity pro použití za vysokých teplot obsahují sulfid molybdeničitý a nitrid titanitý a vyrábějí se chemickou depozicí z plynné fáze.
Maziva obsahující MoS2 mají využití v dvoutaktních motorech (například u motocyklů), tažných brzdách jízdních kol, homokinetických a křížových kloubech automobilů, lyžařských voscích a v nábojích.
K dalším vrstevnatým anorganickým materiálům s mazacími vlastnostmi (souhrnně označovaným jako suchá nebo pevná maziva) patří grafit, který vyžaduje těkavá aditiva, a hexagonální nitrid boritý.

### Katalýza

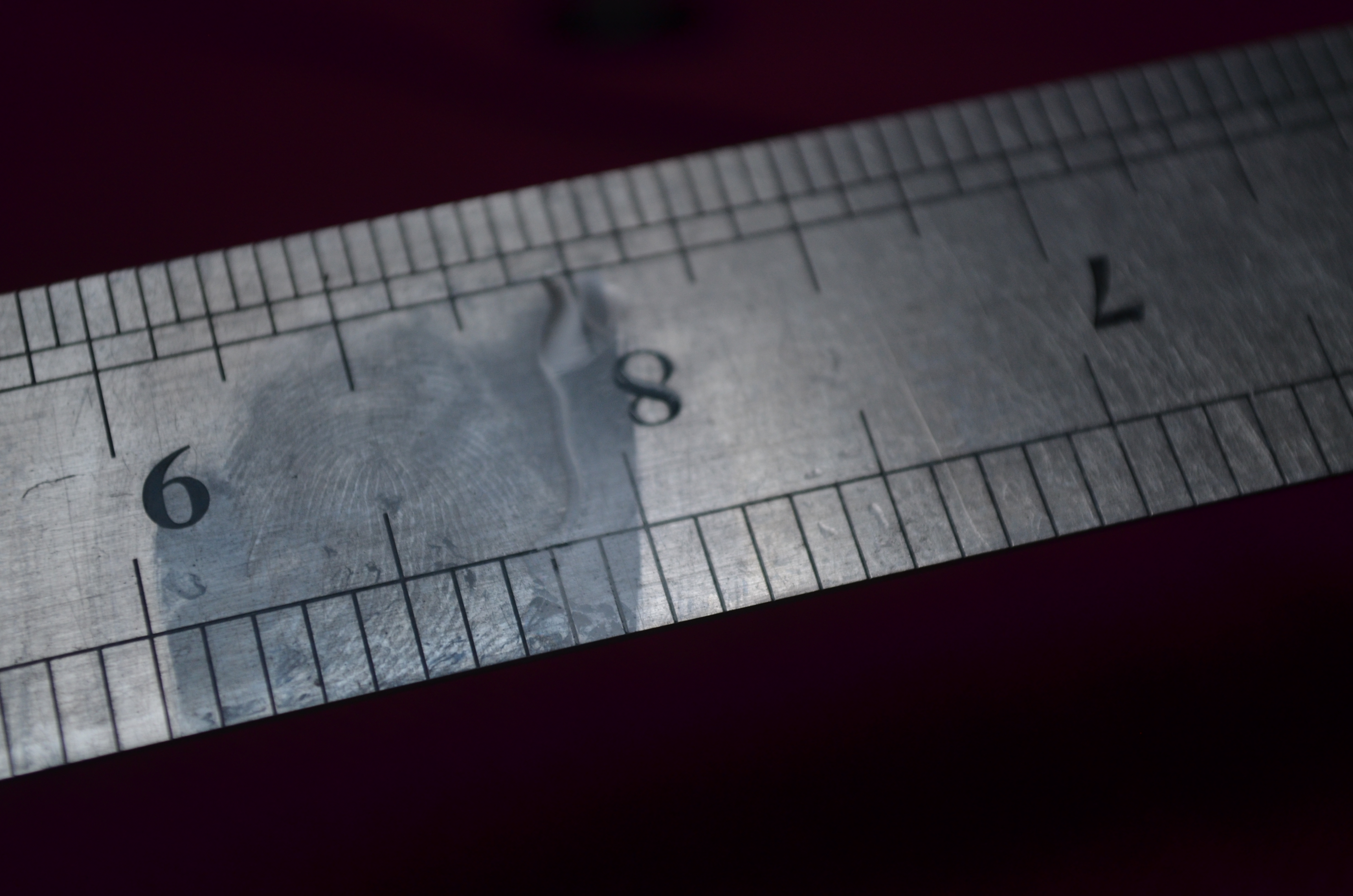
Otisk prstu zviditelněný pomocí sulfidu molybdeničitého

Sulfid molybdeničitý se používá v petrochemickém průmyslu jako kokatalyzátor odsíření, například hydrodesulfuračních reakcí. Účinnost MoS2 se zlepšuje přidáním malých množství kobaltu nebo niklu. Směs příslušných sulfidů se nanáší na vrstvu oxidu hlinitého. Katalyzátory se připravují těsně před použitím reakcemi oxidu hlinitého doplněného o molybdenan/kobalt nebo nikl s H2S nebo podobné činidlo. Katalýza probíhá na okrajích krystalových rovin.
MoS2 má také využití v organické syntéze jako katalyzátor hydrogenací.
Tato látka je odvozena od běžného přechodného kovu, na rozdíl od řady jiných katalyzátorů, obsahujících prvky 10. skupiny. MoS2 se upřednostňuje, pokud je důležitá nízká cena katalyzátoru či odolnost vůči otravě katalyzátoru sírou. Sulfid molybdeničitý je dobrým katalyzátorem hydrogenace nitrosloučenin na aminy a lze jej použít na přípravu sekundárních aminů redukčními aminacemi.
Sulfid molybdeničitý může také zprostředkovávat hydrogenolýzy organosirných sloučenin, aldehydů, ketonů, fenolů a karboxylových kyselin na příslušné alkany; při těchto reakcích má ovšem nízkou aktivitu, často vyžadující vodík o tlaku nad 9,5 MPa a teploty přesahující 185 °C.

## Výzkum
MoS2 má velký význam ve výzkumu v oblasti fyziky kondenzovaného stavu.

### Vyvíjení vodíku
MoS2 a další sulfidy molybdenu jsou dobrými katalyzátory reakcí uvolňujících vodík, jako je například elektrolýza vody; to jim dodává možné využití při uvolňování vodíku v palivových článcích.

### Mikroelektronika
Podobně jako u grafenu mají vrstevnaté formy MoS2 a dalších dichalkogenidů přechodných kovů elektronické a optické vlastnosti odlišné od hromadných struktur. Nevrstvená podoba MoS2 má nepřímý zakázaný pás 1,2 eV, zatímco monovrstvy MoS2 mají přímou pásmovou mezeru 1,8 eV, což umožňuje použití v přepínatelných tranzistorech a fotodetektorech.
Nanovločky sulfidu molybdeničitého mohou být použity při výrobě vrstvených memristorů zpracováním heterostruktur MoOx/MoS2 mezi dvojicí stříbrných elektrod. Memristory obsahující MoS2 jsou opticky průhledné a lze je vyrábět s nízkými náklady.
Citlivost grafenových unipolárních tranzistorů je omezená nulovou pásmovou mezerou grafenu, která způsobuje častější vytékání a snížení citlivosti. V digitální elektronice tranzistory řídí průtok proudu integrovaným obvodem a umožňují přepínání a zesilování. V biosenzorech je tato bariéra překonávána a proud řídí vazby mezi zabudovanými molekulami receptoru a cílovými biomolekulami, kterým je vystaven.
MoS2 byl zkoumán jako možná součást flexibilních obvodů.
V roce 2017 byl vytvořen 115tranzistorový jednobitový mikroprocesor využívající dvourozměrný sulfid molybdeničitý.
MoS2 byl použit na tvorbu 2D dvouvývodových memristorů a trojvývodových memtranzistorů.

### Fotonika a fotovoltaika
MoS2 se vyznačuje mechanickou odolností a elektrickou vodivostí a může vyzařovat světlo, což mu dává možné využití ve fotodetektorech.
Tato látka byla rovněž zkoumána pro využití ve fotoelektrochemii (například ohledně fotokatalytickou výrobu vodíku) a mikroelektronice.

### Supravodivost monovrstev
Za přítomnosti elektrického pole se monovrstvy sulfidu molybdeničitého při teplotách pod 9,4 K stávají supravodivými.